# Agelena
Agelena Walckenaer, 1805 è un genere di ragni appartenente alla famiglia Agelenidae, caratterizzato da membri che tessono le ragnatele a imbuto e per questo noti in lingua inglese come funnel weavers.
Presenti solamente nel supercontinente eurafrasiatico, molte specie, inizialmente attribuite a questo genere, sono state riclassificate ad altri generi, in particolare ad Allagelena, Benoitia e Mistaria.

## Tassonomia
All'aprile 2025 comprende 44 specie accettate, alle quali si aggiungono 7 sinonimi e 3 nomen dubium:
- Agelena annulipedella Strand, 1913 — Africa centrale
- Agelena atlantea Fage, 1938 — Marocco
- Agelena australis Simon, 1896 — Sudafrica
- Agelena babai Tanikawa, 2005 — Giappone
- Agelena barunae Tikader, 1970 — India
- Agelena canariensis Lucas, 1838 — Isole Canarie, Marocco, Algeria
- Agelena chayu Zhang, Zhu & Song, 2005 — Cina
- Agelena choi Paik, 1965 — Corea
- Agelena consociata Denis, 1965 — Gabon
- Agelena cuspidata Zhang, Zhu & Song, 2005 — Cina
- Agelena doris Hogg, 1922 — Vietnam
- Agelena dubiosa Strand, 1908 — Etiopia, Rwanda
- Agelena funerea Simon, 1909 — Africa orientale
- Agelena gaerdesi Roewer, 1955 — Namibia
- Agelena gautami Tikader, 1962 — India
- Agelena gomerensis Wunderlich, 1992 — Isole Canarie
- Agelena gonzalezi Schmidt, 1980 — Isole Canarie
- Agelena hirsutissima Caporiacco, 1940 — Etiopia
- Agelena howelli Benoit, 1978 — Tanzania
- Agelena incertissima Caporiacco, 1939 — Etiopia
- Agelena inda Simon, 1897 — India
- Agelena injuria Fox, 1936 — Cina
- Agelena jirisanensis Paik, 1965 — Corea
- Agelena labyrinthica (Clerck, 1757) — Dall'Europa all'Asia centrale, Cina, Corea, Giappone
- Agelena limbata Thorell, 1897 — Cina, Corea, Myanmar, Laos
- Agelena lingua Strand, 1913 — Africa centrale
- Agelena littoricola Strand, 1913 — Africa centrale
- Agelena lukla Nishikawa, 1980 — Nepal, Cina
- Agelena maracandensis (Charitonov, 1946) — Asia centrale
- Agelena nigra Caporiacco, 1940 — Etiopia
- Agelena oaklandensis Barman, 1979 — India
- Agelena orientalis C. L. Koch, 1837 — Italia, Asia centrale, Iran
- Agelena poliosata Wang, 1991 — Cina
- Agelena republicana Darchen, 1967 — Gabon
- Agelena satmila Tikader, 1970 — India
- Agelena secsuensis Lendl, 1898 — Cina
- Agelena sherpa Nishikawa, 1980 — Nepal
- Agelena shillongensis Tikader, 1969 — India
- Agelena silvatica Oliger, 1983 — Russia (estremo oriente), Cina, Giappone
- Agelena suboculata Simon, 1910 — Namibia
- Agelena tenerifensis Wunderlich, 1992 — Isole Canarie
- Agelena tenuella Roewer, 1955 — Camerun
- Agelena tenuis Hogg, 1922 — Vietnam
- Agelena tungchis Lee, 1998 — Taiwan

### Specie non accettate
Tra le specie precedentemente collocate nel genere Agelena si citano:
- Agelena agelenoides Walckenaer, 1841 → Gorbiscape agelenoides
- Agelena borbonica Vinson, 1863 → Tegenaria domestica
- Agelena jaundea Roewer, 1955 → Mistaria jaundea
- Agelena jumbo Strand, 1913 → Mistaria jumbo
- Agelena keniana Roewer, 1955 → Mistaria keniana
- Agelena kiboschensis Lessert, 1915 → Mistaria kiboschensis
- Agelena lawrencei Roewer, 1955 → Mistaria lawrencei
- Agelena longimamillata Roewer, 1955 → Mistaria longimamillata
- Agelena mengei Lebert, 1877 (nomen dubium)[2]
- Agelena moschiensis Roewer, 1955 → Mistaria moschiensis
- Agelena mossambica Roewer, 1955 → Mistaria mossambica
- Agelena nyassana Roewer, 1955 → Mistaria nyassana
- Agelena tadzhika Andreeva, 1976 → Benoitia tadzhika
- Agelena teteana Roewer, 1955 → Mistaria teteana
- Agelena zuluana Roewer, 1955 → Mistaria zuluana